# 加藤忠
加藤 忠（かとう ただし、1935年1月4日 - 2020年3月17日）は、静岡県相良町（現在の牧之原市）出身の元競輪選手。1952年ヘルシンキオリンピック自転車競技日本代表選手。競輪選手時代は日本競輪選手会静岡支部に在籍。息子の浩利も元競輪選手。

## 経歴
1952年のヘルシンキオリンピックでは、3種目に出場。成績は以下の通り。
- 個人ロードレース - 途中棄権
- 1000mタイムトライアル - 26位
- 4000m団体追い抜き - 19位

その後、日本競輪学校（当時）に第6期生として入学、同校を卒業後はプロの競輪選手として登録され、1953年に開設された静岡競輪場にて同年3月26日にデビュー戦を迎え1着、及び完全優勝を記録。
1992年12月11日、選手登録削除。通算戦績3580戦598勝。